# James Houston IV
James Houston IV (geboren am 16. November 1998 in Fort Lauderdale, Florida) ist ein US-amerikanischer American-Football-Spieler auf der Position des Outside Linebackers. Er spielte College Football für die University of Florida und die Jackson State University. Seit 2024 steht Houston in der National Football League (NFL) bei den Cleveland Browns unter Vertrag, zuvor spielte er für die Detroit Lions.

## College
Houston besuchte die American Heritage School in Plantation, Florida, einem Vorort von Fort Lauderdale, und spielte für das dortige Highschoolfootballteam. Aufgrund eines Kreuzbandrisses fiel Houston in seinem letzten Jahr an der Highschool 2016 für die gesamte Saison aus.
Ab 2017 ging Houston auf die University of Florida, um College Football für die Florida Gators zu spielen. Die Saison 2017 verpasste er, da er wegen der Verwicklung in Kreditkartenbetrug für die gesamte Spielzeit suspendiert wurde. Houston nahm an einem Interventionsprogramm teil und durfte ab Januar 2018 wieder mit dem Team trainieren. Anschließend war er drei Jahre lang Reservespieler bei den Gators und verzeichnete in 35 Spielen insgesamt 103 Tackles, davon 11,5 für Raumverlust und 4,5 Sacks sowie vier erzwungene Fumbles. An der University of Florida erhielt Houston im August 2021 seinen Bachelorabschluss in Erziehungswissenschaften. Zur Saison 2021 wechselte Houston auf die Jackson State University. Dort spielte er als Edge Rusher, nachdem er in Florida als Off-Ball-Linebacker eingesetzt worden war. Houston war Stammspieler bei den Jackson State Tigers und erzielte 70 Tackles, davon 24,5 für Raumverlust und 16,5 Sacks, zudem sieben erzwungene Fumbles, eine Interception und zwei defensive Touchdowns.

## NFL
Houston wurde im NFL Draft 2022 in der sechsten Runde an 217. Stelle von den Detroit Lions ausgewählt. Er schaffte es zunächst nicht in den 53-Mann-Kader für die Regular Season und wurde in den Practice Squad aufgenommen. Für das Spiel gegen die Buffalo Bills an Thanksgiving in Woche 12 wurde Houston erstmals in den Kader für den Spieltag berufen. Er kam bei fünf defensiven Spielzügen zum Einsatz, wobei ihm zwei Sacks gegen Josh Allen gelangen. Zudem konnte er in den Special Teams einen Fumble sichern. Daraufhin wurde er vor dem nächsten Spiel vom Practice Squad in den aktiven Kader befördert. Auch in der folgenden Partie gegen die Jacksonville Jaguars konnte Houston einen Sack erzielen. Dies gelang ihm auch in den nächsten beiden Spielen, damit konnte er nach Santana Dotson (1992) und Terrell Suggs (2003) als dritter Spieler der NFL-Geschichte in seinen ersten vier Spielen mindestens einen Sack verzeichnen. Am 17. Spieltag erzielte er drei Sacks gegen Justin Fields von den Chicago Bears und stellte damit einen Rekord für die meisten Sacks in den ersten sechs Spielen in der NFL (8,0) sowie einen Franchise-Rekord bei den Lions für die meisten Sacks eines Rookies in einem Spiel auf. Mit 8,0 Sacks war er der in dieser Statistik zweiterfolgreichste Rookie der Saison 2022, lediglich hinter seinem Teamkollegen Aidan Hutchinson (9,5).
Am zweiten Spieltag der Saison 2023 zog Houston sich einen Knöchelbruch zu und verpasste daher fast die gesamte restliche Saison, erst im NFC Championship Game kam er wieder zum Einsatz. In der Saison 2024 kam er in acht Spielen für Detroit zum Einsatz, verzeichnete aber nur einen Sack. Am 26. November 2024 wurde Houston von den Lions entlassen. Tags darauf nahmen die Cleveland Browns ihn über die Waiver-Liste unter Vertrag.

### NFL-Statistiken
| Saison                             | Saison | Spiele | Spiele      | Tackles | Tackles | Tackles | Tackles | Interceptions | Interceptions | Interceptions | Interceptions | Interceptions | Fumbles | Fumbles | Fumbles |
| Jahr                               | Team   | Spiele | als Starter | Gesamt  | Solo    | Ast     | Sacks   | PD            | INT           | Yds           | Lng           | TD            | FF      | FR      | TD      |
| ---------------------------------- | ------ | ------ | ----------- | ------- | ------- | ------- | ------- | ------------- | ------------- | ------------- | ------------- | ------------- | ------- | ------- | ------- |
| 2022                               | DET    | 7      | 2           | 12      | 11      | 1       | 8,0     | 0             | 0             | 0             | 0             | 0             | 1       | 1       | 0       |
| 2023                               | DET    | 2      | 1           | 1       | 1       | 0       | 0,0     | 0             | 0             | 0             | 0             | 0             | 0       | 0       | 0       |
| 2024                               | DET    | 8      | 0           | 8       | 5       | 3       | 1,0     | 0             | 0             | 0             | 0             | 0             | 0       | 0       | 0       |
| 2024                               | CLE    | 3      | 0           | 0       | 0       | 0       | 0,0     | 0             | 0             | 0             | 0             | 0             | 0       | 0       | 0       |
| Gesamt                             | Gesamt | 20     | 3           | 21      | 17      | 4       | 9,0     | 0             | 0             | 0             | 0             | 0             | 1       | 1       | 0       |
| Quelle: pro-football-reference.com |        |        |             |         |         |         |         |               |               |               |               |               |         |         |         |